# Cosmia nigra
Cosmia nigra är en fjärilsart som beskrevs av Barend J. Lempke 1965. Cosmia nigra ingår i släktet Cosmia och familjen nattflyn. Inga underarter finns listade i Catalogue of Life.